# Wabi-sabi

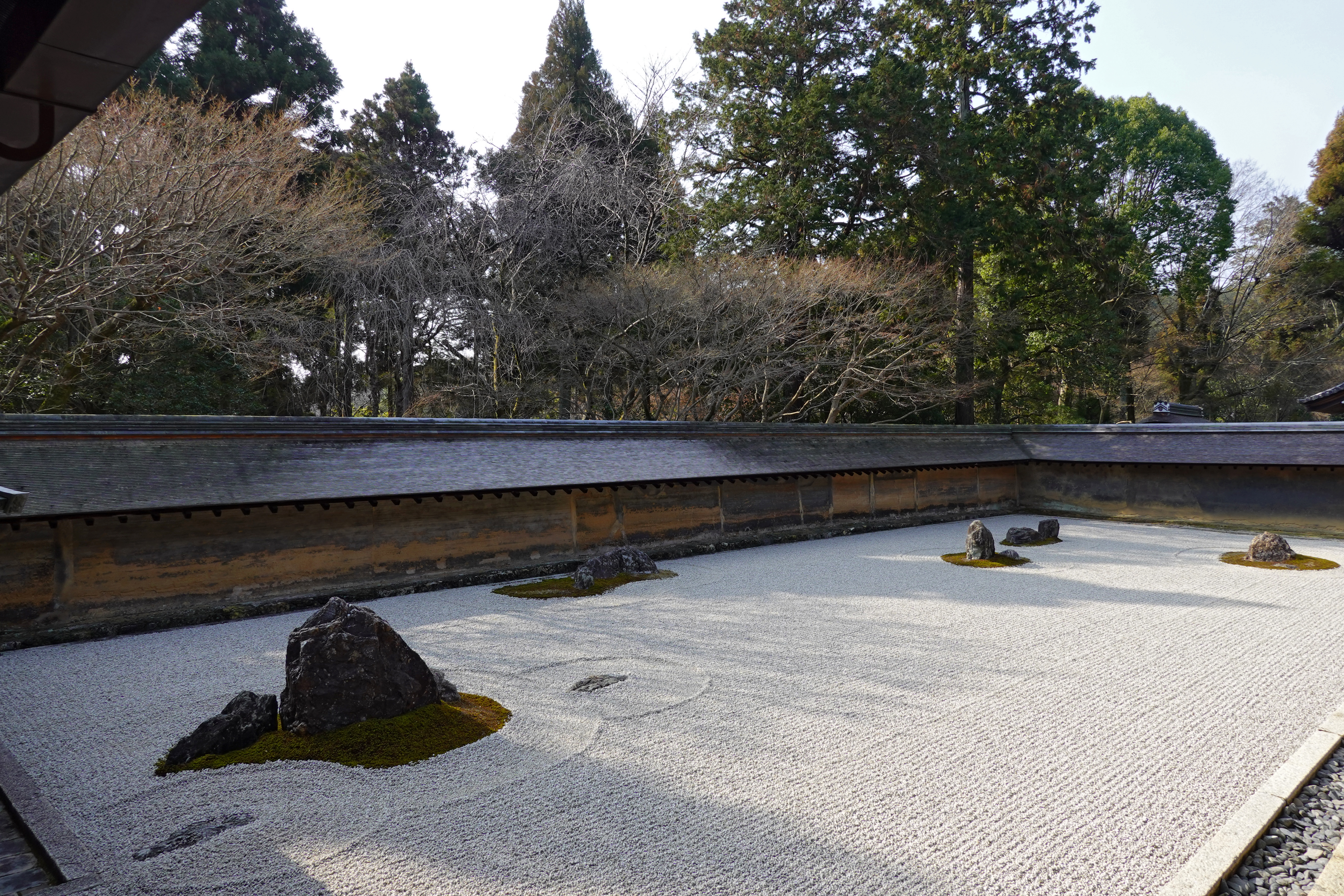
Zentuin van Ryoan-ji, aangelegd tijdens de Higashiyama-periode. De lemen muur, gekleurd met subtiele bruine en oranje tinten, weerspiegelt de sabi-principes, terwijl de rotstuin de wabi-principes weerspiegelt.

In de traditionele Japanse esthetiek draait wabi-sabi (侘び寂び) om de acceptatie van vergankelijkheid en imperfectie. Het wordt vaak omschreven als de waardering van schoonheid die "onvolmaakt, vergankelijk en onvolledig" is. Het komt veel voor in Japanse kunstvormen.
Wabi-sabi combineert twee onderling verbonden concepten: wabi (侘) en sabi (寂). Volgens de Stanford Encyclopedia of Philosophy kan wabi vertaald worden als "ingetogen, strenge schoonheid" en sabi als "rustieke patina". Wabi-sabi is afgeleid van de boeddhistische leer van de drie karakteristieken van het bestaan (三法印, sanbōin), waaronder vergankelijkheid (無常, mujō), lijden (dukkha) (苦, ku) en leegte of afwezigheid van het zelf (sunyata) (空, kū).
Kenmerken van de esthetiek en principes van wabi-sabi zijn onder meer asymmetrie, ruwheid, eenvoud, economie, soberheid, bescheidenheid, intimiteit en de waardering van natuurlijke objecten en de krachten van de natuur.